# CA Batna
Der Chabab Aures de Batna (CA Batna) ist ein algerischer Fußballverein aus Batna. Er trägt seine Heimspiele im Stadion des 1. November 1954 (Office public omnisports de la wilaya de Batna du 1er novembre 1954) aus.
Der Verein wurde 1932 gegründet und spielte mehrere Spielzeiten in der Ligue Professionnelle 1. Größte Erfolge bisher waren das Erreichen der Finalspiele des Algerischen Pokals 1997 und 2010. Der Klub qualifizierte sich 2011 erstmals für einen kontinentalen Wettbewerb. Man scheiterte jedoch bereits in der Qualifikationsrunde zum CAF Confederation Cup 2011. Aktuell spielt er in der zweiten Liga des Landes, der Ligue Professionnelle 2.

## Statistik in den CAF-Wettbewerben
| Wettbewerb                 | Runde         | Gegner     | Hinspiel | Rückspiel           |
| -------------------------- | ------------- | ---------- | -------- | ------------------- |
| CAF Confederation Cup 2011 | Qualifikation | Al-Nasr SC | 2:2 (H)  | 2:2 (A) / 5:6 n. E. |